# 올레크 탁타로프
올레크 니콜라예비치 탁타로프(러시아어: Оле́г Никола́евич Такта́ров, 1967년 8월 26일 ~ )는 러시아의 종합격투기 선수 및 배우이다.

## 출연 작품
- 배틀 드론 (2018)
- 비트레이얼 : 분노의 폭발 (2013)
- 빌레트 나 베가스 (2013)
- 오피서 다운 (2013)
- 제너레이션 P (2011)
- 슈프림 챔피언 (2010)
- 프레데터스 (2010)
- 의로운 살인 (2008)
- NCIS 시즌5 (2007)
- 폴워커의 네고시에이터 (2007)
- 라커웨이 (2007)
- 마이애미 바이스 (2006)
- 내셔널 트레져 (2004)
- 44분 - 헐리우드 북쪽 (2003)
- 나쁜 녀석들 2 (2003)
- 롤러볼 (2002)
- 15분 (2001)
- 크래쉬 다이브 2 - 카운터 메저 (1997)
- 앱솔루트 포스 (1997)
- 에어 포스 원 (1997)
- 토탈 포스 (1997)